# L'uomo che cade
L'uomo che cade (Falling Man) è un romanzo scritto da Don DeLillo nel 2007, ambientato nel contesto della caduta delle torri gemelle, attentato avvenuto a New York l'11 settembre 2001.

## Tematiche
L'autore descrive l'attentato da un duplice punto di vista: quello di un avvocato di nome Keith Neudeker che lavora presso il World Trade Center e quello di uno dei dirottatori dell'aereo, terrorista fondamentalista islamico di nome Hammad. La trama presenta uno sviluppo circolare, terminando con lo scontro degli aerei e la caduta delle torri.

## Edizioni
- Don DeLillo, L'uomo che cade, Torino, Einaudi, 2008, ISBN 978-88-06-18871-9
- Don DeLillo, L'uomo che cade, Torino, Einaudi, 2017, ISBN 978-88-06-23399-0